# Vickers Venture
O Vickers Type 94 Venture foi um monomotor biplano de reconhecimento aéreo britânico de cooperação com o exército dos anos de 1920, desenhado e construído pela Vickers, como um desenvolvimento do modelo Vixen. Seis foram construídos para a Força Aérea Real, eles foram considerados inadequados e foram usados para trabalhos experimentais.

## Design e desenvolvimento
O Venture foi um desenvolvimento direto do Vixen II para preencher os requerimentos do Air Ministry com a Especificação 45/23, seis unidades foram encomendadas. O Venture, assim como o Vixen que era a sua base, tinha uma baia única com asas com estrutura de madeira em formato biplano e fuselagem em tubos de aço. Ele usava as asa do Vixen II mas com a fuselagem alongada do Vixen III. O primeiro Venture voou da fábrica da Vickers de Brooklands em 3 de junho de 1924, sendo enviado para o Aeroplane and Armament Experimental Establishment (Em português: Estabelecimento Experimental de Aeroplanos e Armamentos) para avaliação. Ao demonstrar o que se dizia ser um manejo "dócil", testes posteriores mostraram que a aeronave tinha estabilidade longitudinal ruim, tinha uma aterragem longa de pouso e era considerada muito grande para uso em cooperação com o exército, onde se esperava que operasse em pequenas pistas de pouso. Embora tenha passado por breves testes de serviço com o Esquadrão N° 4 da RAF, os seis Ventures foram relegados para propósitos experimentais, a última aeronave foi retirada em Janeiro de 1933.

## Operadores
Reino Unido
- Força Aérea Real